# Rethel Mountain
Der Rethel Mountain ist ein 2408 m hoher Berg mit einer Schartenhöhe von 178 m im Südwesten der kanadischen Provinz British Columbia, im Squamish-Lillooet Regional District. 

## Geographie
Der Berg liegt in den Garibaldi Ranges der Coast Mountains im Nordwesten des Garibaldi Provincial Park. Er liegt 11 km nordöstlich von Whistler an der Südseite des Wedgemount Lake sowie an der Westseite des Wedgemount Glacier. Der nächsthöhere Gipfel ist der Parkhurst Mountain (2494 m), 1,3 km südöstlich. Der Rethel Mountain befindet sich 3,2 km nordwestlich des Wedge Mountain, des höchsten Gipfels im Garibaldi Park, und 2,9 km südwestlich des Mount Weart, des zweithöchsten Berges im Park. Die Abflüsse der Niederschläge sammeln sich im Wedgemount Creek und im Rethel Creek, beides Zuflüsse des Green River, welcher wiederum ein Zufluss des Lillooet River ist. Der Berg wurde im Zusammenhang mit der Rethel Station (heute geschlossen) an der Linie der Pacific Great Eastern Railway benannt. Der Name des Berges wurde am 27. Februar 1978 durch das Geographical Names Board of Canada offiziell bestätigt.

## Klima
In Bezug auf die Klimaklassifikation nach Köppen und Geiger herrscht am Rethel Mountain ein Westseiten-Seeklima. Die meisten Wetterfronten stammen vom Pazifik und bewegen sich ostwärts auf die Coast Mountains zu, wo sie durch die Berge zum  Aufsteigen (Windstau) gezwungen werden, was wiederum dazu führt, dass die enthaltene Feuchtigkeit in Form von Regen oder Schnee abgegeben wird. Im Ergebnis führt das zu hohen Niederschlägen in den Coast Mountains, insbesondere zu starken Schneefällen im Winter. Die Temperaturen können unter −20 °C fallen, unter Berücksichtigung von Windchill-Einfluss unter −30 °C. Die Monate Juli bis September bieten die besten Wetterbedingungen für einen Aufstieg.